# Parc Natural Balta Mică a Brăilei
El Parc Natural Balta Mică a Brăilei (en romanès: Parcul Natural Balta Mică a Brăilei) és una zona protegida (parc natural categoria V UICN) que es troba a Romania, al comtat de Brăila, al territori administratiu de les comunes Berteștii de Jos, Chiscani, Gropeni, Mărașu i Stăncuța.

## Ubicació
El Parc Natural es troba al curs inferior del Danubi, entre la gran plana romanesa i l'illa de Brăila, al sud-orient del país.

## Descripció
El Parc Natural Balta Mică a Brăilei s'estén en una àrea de 17.529 ha que van declarar protegida al Número de Llei 5 de 6 de març de 2000 (publicat en Número de Paper Oficial Romanès 152 de 12 de març de 2000). És un aiguamoll d'importància internacional, un ecosistema aquàtic i terrestre.

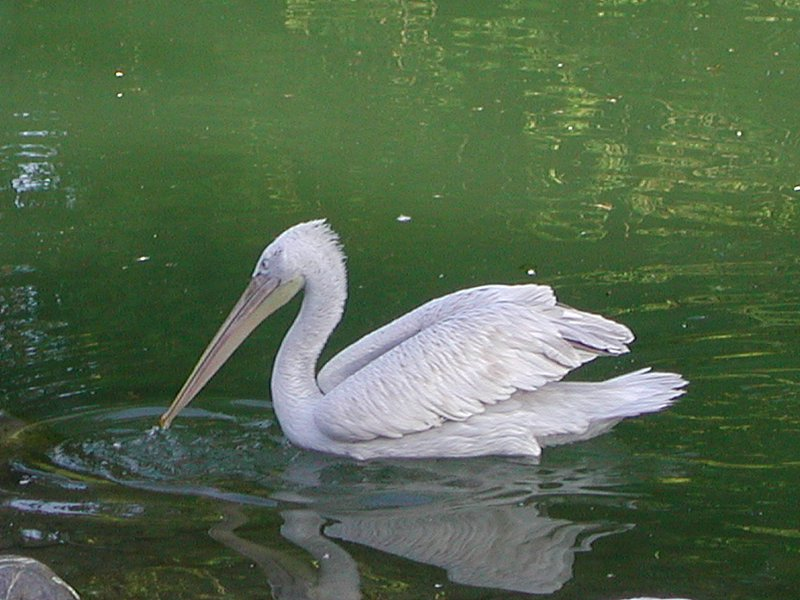
Pelicà cresp (Pelecanus crispus)

## Fauna
Espècie de peixos: Mar Negre shad (Alosa pontica), del nord pike (Esox lucius), zander (Stizostedion lucioperca), wels catfish (Silurus glanis) o carpa comuna (Cyprinus carpio).
Espècies d'ocells:  oca coll-roja (Branta ruficollis), pelicà cresp (Pelecanus criptus), agró roig (Ardea purpurea), corb marí pigmeu (Phalacrocorax pygmeus), martinet ros comú (Ardeola ralloides), cigonya negra (Ciconia nigra), morell xocolater (Aythya nyroca) i cigne (Cygnus cygnus).

## Accés
- Carretera europea E60 București – Moviliţun – Urziceni – Carretera Nacional DN2A – Slobozia – Țăndărei – Giurgeni – pont Giurgeni-Vadu Oii